# Fara und Fu

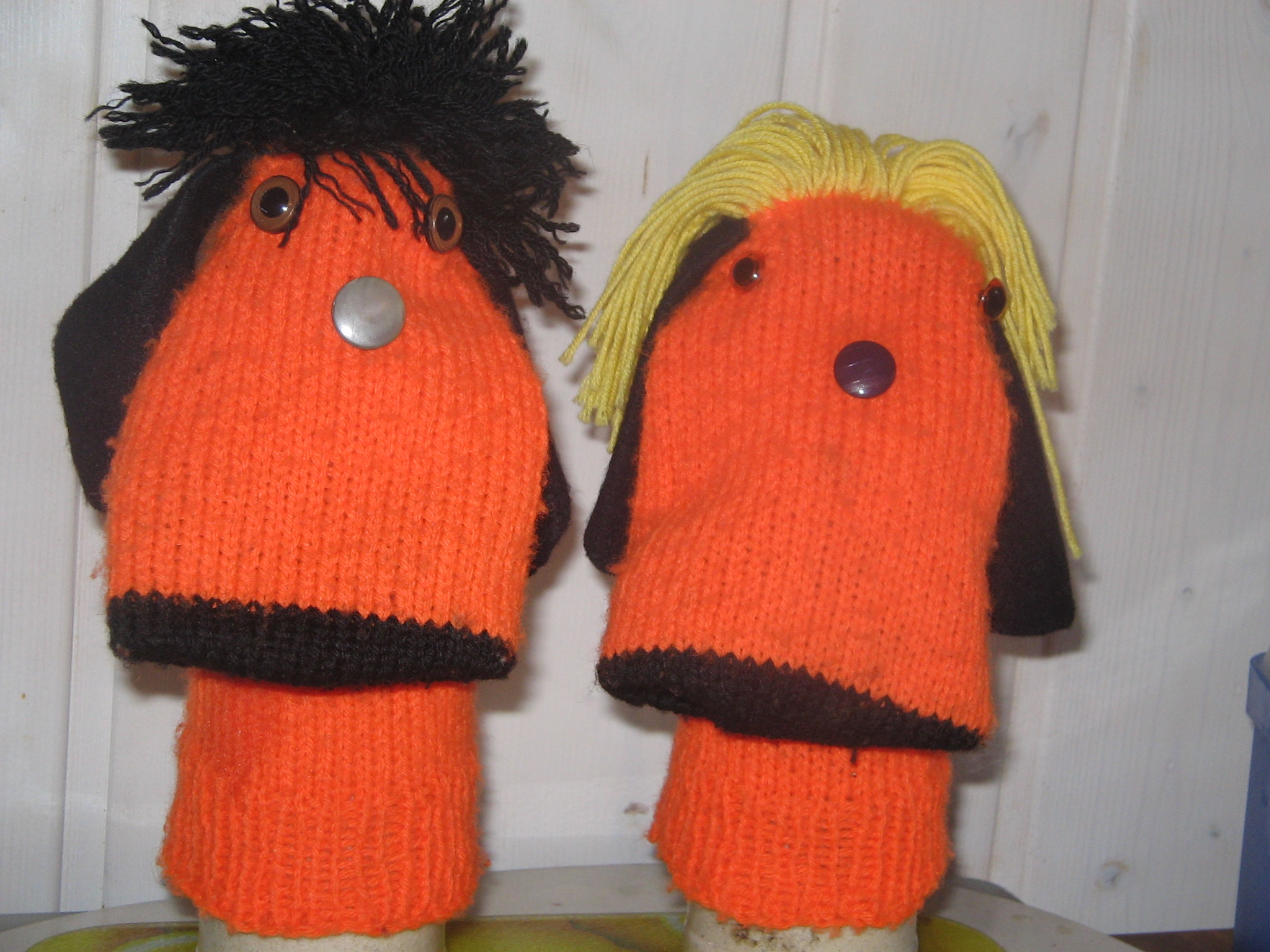
Fu und Fara als selbstgestrickte Handpuppen

Fara und Fu sind die Leitfiguren diverser Schulbücher zum Lesenlernen für deutsche Grundschulen.

## Aussehen und Gestaltung
Fara und Fu sind Handpuppen in der Form von orangefarbenen Wollstrümpfen, haben schwarze Schlappohren, schwarze Knopfnasen und stilisierte Kulleraugen. Fara hat eine kleinere Nase und kleinere Ohren als Fu sowie langes gelbes Haar. Fu hat schwarze, stehende Haare. Die Haare sind aus Wolle geknüpft, die Ohren bestehen aus schwarzem Stoff oder Dekofilz.
Die Gestaltung beider Figuren ist einfach gehalten und kann auch von Kindern leicht nachgebastelt werden. Da Handpuppen Kinder ansprechen und aktiv ins Geschehen einbinden, wurde sich für diese Charaktergestaltung entschieden. Ihr Beziehungsstatus wird nicht näher benannt. Die Namen sind aus den Lauten F, A, R und U gebildet, da Kinder diese im Leselernprozess schnell bilden können.

## Geschichte
Erfunden wurden die Puppen von dem Hamburger Grundschullehrer und Schulbuchautor Jens Hinnrichs. 1976 erschuf er die Figur Fu für das Lehrwerk „Bunte Fibel“, zunächst als selbst gebastelte Handpuppe. 1977 folgte Fus Freundin Fula, die später zu Fara umbenannt wurde. Ab 1996 erschienen beide als Titelfiguren für die „Bunte Fibel“ im Westermann Verlag.
In Deutschland erfreuen sich Fara und Fu großer Beliebtheit und gelten als Klassiker der Leselernlektüren an Grundschulen. In den frühen 2000ern war die Fibel die meistgelesene an Grundschulen mit einem Marktanteil von etwa der Hälfte und einer Millionenauflage. Insbesondere im Hamburger und norddeutschen Raum der 90er und 2000er war die Reihe weit verbreitet.
Während das Angebot für Lese- und Schreiblehrgänge in der Eingangsstufe ab den späten 2000ern stark erweitert wurde, nimmt die Fu- und Fara-Reihe bundesweit mittlerweile eine eher untergeordnete Stelle ein.

## Ausgaben
Die Leselehrgänge haben sich über die Jahrzehnte deutlich erweitert und der aktuellen Didaktik angepasst. Die Produktpalette hat sich von anfänglich einer Fibel, einem Sach-, Schreibübungs- und Leseübungsheft erweitert zu einem vollständigen Leselehrgang von der Vorschule bis in die 2. Klasse. Die Fibel ist mit Ausnahme von Bayern bundesweit zugelassen.
- Fara und Fu. Fibel. Hrsg. Jens Hinnrichs und Arndt Ciecinski. Schroedel, Braunschweig 1996.

Die Fibel wurde seit ihrer Ersterscheinung mehrfach neu aufgelegt und jeweils ergänzt durch unterschiedliche Sach-, Schreibübungs-, Arbeitshefter- und Lesehefte. Ab der Ausgabe 2002 gibt es zusätzlich didaktische Begleitmaterial für Lehrer, wie  CD-ROM, Musik-CD, Poster, Lernsoftware und Spielmaterial für den Unterricht.